# Argáka
Argáka är en ort i Cypern.   Den ligger i distriktet Eparchía Páfou, i den västra delen av landet, 80 km väster om huvudstaden Nicosia. Argáka ligger 96 meter över havet och antalet invånare är 828. Den ligger på ön Cypern.
Terrängen runt Argáka är kuperad österut, men åt sydväst är den platt. Havet är nära Argáka åt nordväst.Trakten runt Argáka är mycket glesbefolkad, med 4 invånare per kvadratkilometer. Närmaste större samhälle är Pólis, 7,1 km sydväst om Argáka. I trakten runt Argáka växer i huvudsak buskskog.
Klimatet i området är tempererat. Årsmedeltemperaturen i trakten är 19 °C. Den varmaste månaden är augusti, då medeltemperaturen är 31 °C, och den kallaste är januari, med 9 °C. Genomsnittlig årsnederbörd är 553 millimeter. Den regnigaste månaden är december, med i genomsnitt 107 mm nederbörd, och den torraste är augusti, med 1 mm nederbörd.